# Barbora Lichá
Barbora Kožíková–Lichá (ur. 24 lutego 1976 w Bratysławie, zm. 21 października 2015) – słowacka malarka i ilustratorka.

## Życiorys
W 1990 roku ukończyła szkołę podstawową artystyczną (Základná umelecká škola), a w 1994 roku Liceum Sztuk Plastycznych i Rzemiosł (Strědní umělecko-průmyslová škola)  w Uherské Hradiště. W latach 1994–2001 studiowała malarstwo w Wyższej Szkole Sztuk Pięknych w Bratysławie u Rudolfa Sikory. Tworzyła kolaże w których wykorzystywała między innymi: hafty, skrawki tkanin, nici, cekiny, płatki róż, fotografie czy wycinki z czasopism. W 2009 roku przygotowała ilustracje do książki  dla dzeici O škriatkovi Bonifácovi.
Dwa lata po jej śmierci, w 2017 roku jej przyjaciele: Erika Litváková, Daniela Čarná, Lenka Voda Balleková, Eva Shemba Janovská i Mária Čorejová, we współpracy z rodziną  przygotowali i wydali książkę Barbora Kožíková Lichá (1976–2015), która zawiera nie tylko reprodukcje jej prac, ale również wspomnienia o artystce. Praca została wydana dzięki pieniądzom zebranym na portalu startovac.cz, a zyski otrzymały córki Barbory: Jasmína i Paulína Kožíkovy.